# Dragoni
Dragoni község (comune) Olaszország Campania régiójában, Caserta megyében.

## Fekvése
A megye keleti részén fekszik, Nápolytól 50 km-re északra valamint Caserta városától 20 km-re északi irányban. Határai: Alife, Alvignano, Baia e Latina, Liberi és Roccaromana.

## Története
A települést a 9. században alapították a szaracénok által elpusztított szomszédos Compulteria lakosai. A következő századokban nemesi birtok volt. A 19. században nyerte el önállóságát, amikor a Nápolyi Királyságban felszámolták a feudalizmust.

## Népessége
A népesség számának alakulása:

## Főbb látnivalói
- San Simeone-templom
- Sant’Andrea-templom
- San Nicola-templom